# Phorbia gemmullata
Phorbia gemmullata este o specie de muște din genul Phorbia, familia Anthomyiidae, descrisă de Feng, Liu și Zhou în anul 1984. Conform Catalogue of Life specia Phorbia gemmullata nu are subspecii cunoscute.